# IC 3562
IC 3562 — галактика типу Irr (іррегулярна галактика) у сузір'ї Діва.
Цей об'єкт міститься в оригінальній редакції індексного каталогу.